# Potamodytes africanus
Potamodytes africanus is een keversoort uit de familie beekkevers (Elmidae). De wetenschappelijke naam van de soort werd in 1851 gepubliceerd door Carl Henrik Boheman.